# Bengkel (Perbaungan)
Bengkel is een bestuurslaag in het regentschap Serdang Bedagai van de provincie Noord-Sumatra, Indonesië. Bengkel telt 4371 inwoners (volkstelling 2010).